# Neuhewen
Le Neuhewen, aussi appelé Neuhöwen, est un volcan éteint situé à la limite de la municipalité d'Engen dans l'arrondissement de Constance dans le land de Bade-Wurtemberg. Avec 867 m d'altitude, il est le point culminant du massif volcanique de l'Hegau. Sur le sommet se trouvent les ruines du château de Neuhewen (de).

## Situation
La montagne est à un kilomètre au nord de la municipalité d'Engen.